# Gianluca Farina
Gianluca Farina (ur. 15 grudnia 1962 w Casalmaggiore) – włoski wioślarz. Dwukrotny medalista olimpijski.
Brał udział w dwóch igrzyskach (IO 88, IO 92), na obu zdobywał medale. W 1988 triumfował czwórce podwójnej. Wspólnie z nim płynęli Piero Poli, Davide Tizzano i Agostino Abbagnale. Cztery lata później był w tej konkurencji trzeci. Czterokrotnie stawał na podium mistrzostw świata. W 1989 i 1991 (czwórka podwójna) sięgnął po srebro, a w 1990 i 1993 po brąz tej imprezy w identycznej konkurencji.